# Julian Bailey
Julian Terence Bailey (* 9. Oktober 1961 in Woolwich) ist ein ehemaliger britischer Automobilrennfahrer.

## Karriere

### Monopostosport
Julian Bailey wurde in Großbritannien geboren, wuchs aber im spanischen Menorca auf. Über die Formel Ford und weitere Nachwuchsserien kam er 1987 in die Formel 3000 und wurde dort der erste Brite der einen Meisterschaftslauf dieser Rennformel gewinnen konnte.
Julian Bailey nahm an insgesamt sieben Läufen zur Formel-1-Weltmeisterschaft teil. Er debütierte 1988 beim Großen Preis von San Marino in Imola für das englische Tyrrell-Team in deren Tyrrell 017. 1991 bestritt er sechs Rennen für Lotus, wobei der sechste Platz beim Rennen in Imola sein bestes Ergebnis blieb. Im Lotus 102B erreichte er mit drei Runden Rückstand auf Ayrton Senna seinen einzigen Weltmeisterschaftspunkt in der Weltmeisterschaft.

### Sport- und Tourenwagen
Bailey tat sich vor allem als Sportwagen-Pilot hervor. Er fuhr für Lister in der GT-Meisterschaft und startete für Nissan, Lister und MG fünfmal bei den 24 Stunden von Le Mans, wobei ihm dabei eine Zielankunft verwehrt blieb.
Mitte der 1990er-Jahre stieg Bailey in die BTCC ein. In der britischen Tourenwagenmeisterschaft 1995 erreichte er auf einem Toyota Carina den neunten Endrang in der Meisterschaft.

## Statistik

### Le-Mans-Ergebnisse
| Jahr | Team                             | Fahrzeug         | Teamkollege   | Teamkollege            | Platzierung | Ausfallgrund |
| ---- | -------------------------------- | ---------------- | ------------- | ---------------------- | ----------- | ------------ |
| 1989 | Nissan Motorsports International | Nissan R89C      | Mark Blundell | Martin Donnelly        | Ausfall     | Unfall       |
| 1990 | Nissan Motorsport Europe         | Nissan R90CK     | Mark Blundell | Gianfranco Brancatelli | Ausfall     | Differential |
| 1997 | Newcastle United Lister Storm    | Lister Storm GTL | Thomas Erdos  | Mark Skaife            | Ausfall     | Getriebe     |
| 2001 | MG Sports & Racing Ltd.          | MG-Lola EX257    | Mark Blundell | Kevin McGarrity        | Ausfall     | Ölleck       |
| 2002 | MG Sports & Racing Ltd.          | MG-Lola EX257    | Mark Blundell | Kevin McGarrity        | Ausfall     | Defekt       |

### Sebring-Ergebnisse
| Jahr | Team                     | Fahrzeug      | Teamkollege | Teamkollege   | Platzierung | Ausfallgrund |
| ---- | ------------------------ | ------------- | ----------- | ------------- | ----------- | ------------ |
| 1991 | Nissan Performance Tech. | Nissan NPT-90 | Bob Earl    | Chip Robinson | Rang 2      |              |

### Einzelergebnisse in der Sportwagen-Weltmeisterschaft
| Saison | Team                             | Rennwagen    | 1   | 2   | 3   | 4   | 5   | 6   | 7   | 8   | 9   |
| ------ | -------------------------------- | ------------ | --- | --- | --- | --- | --- | --- | --- | --- | --- |
| 1989   | Nissan Motorsports International | Nissan R89C  | SUZ | DIJ | JAR | BRH | NÜR | DON | SPA | MEX |     |
| 1989   | Nissan Motorsports International | Nissan R89C  |     | 15  | 8   | DNF | DNF | 3   | 3   | 12  |     |
| 1990   | Nissan Motorsports International | Nissan R90CK | SUZ | MON | SIL | SPA | DIJ | NÜR | DON | MOT | MEX |
| 1990   | Nissan Motorsports International | Nissan R90CK |     | 7   | DNF | 3   | 3   |     | 6   | 2   | 2   |